# Davide Graz
Davide Graz (Pieve di Cadore, 5 marzo 2000) è un fondista italiano.

## Biografia
Il fondista sappadino ai mondiali junior 2018 di Goms si è classificato 33° nello skiathlon, sesto nella staffetta e quinto nello sprint. L'anno successivo, ai mondiali di sci juniores di Lahti, ha concluso 14° nello sprint, nono nella 10 km tecnica libera e settimo nella staffetta. 
Nel febbraio 2019 ha esortdito nella Coppa del Mondo di sci di fondo nella tappa di Cogne, classificandosi 31º nello sprint. Ai Campionati mondiali di sci di fondo di Seefeld 2019 ha ottenuto il nuovamente il 31º posto nello sprint. 
Ai mondiali juniores di Oberwiesenthal 2020 ha vinto il bronzo nella 10 km tecnica classica, dietro allo statunitense Gus Schumacher e al tedesco Friedrich Moch, e nella staffetta, con Michele Gasperi, Giovanni Ticcò e Francesco Manzoni.
Ai XXIV Giochi olimpici invernali di Pechino 2022, suo esordio olimpico, si è classificato 28º nella sprint e 8º nella staffetta. Ai Mondiali di Planica 2023 si è piazzato 35º nella 15 km e 35º nella sprint e a quelli di Trondheim 2025 è stato 35º nella sprint, 23º nello skiathlon, 4º nella sprint a squadre e 6º nella staffetta.

## Palmarès
- Mondiali juniores

Oberwiesenthal 2020: bronzo nella 10 km tecnica classica; bronzo nella staffetta.

### Coppa del Mondo
- Miglior piazzamento in classifica generale: 62º nel 2024